# Dalhausen
Dalhausen is een plaats in de Duitse gemeente Beverungen, deelstaat Noordrijn-Westfalen, en telde in 2014 1.679 inwoners. De plaats is sinds 1 januari 1970 onderdeel van de gemeente Beverungen.
Het dorp ligt aan het riviertje de Bever en aan de door het dal hiervan lopende Bundesstraße 241, op 7 km ten zuidwesten van het stadje Beverungen. Ten zuiden en oosten van Dalhausen ligt de fraai beboste heuvel Krähenberg (Kraaienberg), waarvan de top 310 meter boven zeeniveau ligt. Wie deze heuvel opwandelt, kan van een fraai uitzicht over het dorp genieten.

## Geschiedenis, economie
In 971 wordt Dalhausen voor het eerst in een document ( een akte van schenking van landerijen aan de Abdij Corvey) vermeld.
Sedert 1403 is het dorp een bedevaartsplaats (bedevaarten ter ere van Maria). In de 17e-19e eeuw werd het dorp door rampen van uiteenlopende aard geteisterd: oorlogsgeweld, branden, epidemieën van ernstige ziekten en overstromingen van de Bever.
Tot ver in de 19e eeuw had Dalhausen de reputatie, een dorp met veel goede mandenvlechters te zijn. Dit was te danken aan het feit, dat in Dalhausen veel rietland met kalkhoudende bodem ligt, waar de katwilg van nature voorkomt. De twijgen van deze wilgensoort zijn zeer geschikt om manden e.d. van te vlechten. Hieraan herinnert het mandenvlechtersmuseum (Korbmachermuseum) aan de Lange Reihe in het dorp nog. Toen het mandenvlechten niet meer lonend was, werden enige mandenvlechterijen omgezet in meubelfabrieken, die, totdat deze bedrijven tussen 1970 en 1980 om verschillende redenen moesten sluiten, veel mannen in het dorp een werkkring boden. In 1970 had het dorp nog ruim 2.400 inwoners; door de daling van de werkgelegenheid neemt het aantal inwoners van Dalhausen sedertdien langzaam af. Tot 1984 had Dalhausen een klein station aan de spoorlijn Scherfede - Holzminden. Deze spoorlijn is daarna gesloten en verwijderd. Het baanvak Dalhausen- Beverungen -Blankenau is nadien vervangen door een fietspad.

## Afbeeldingen

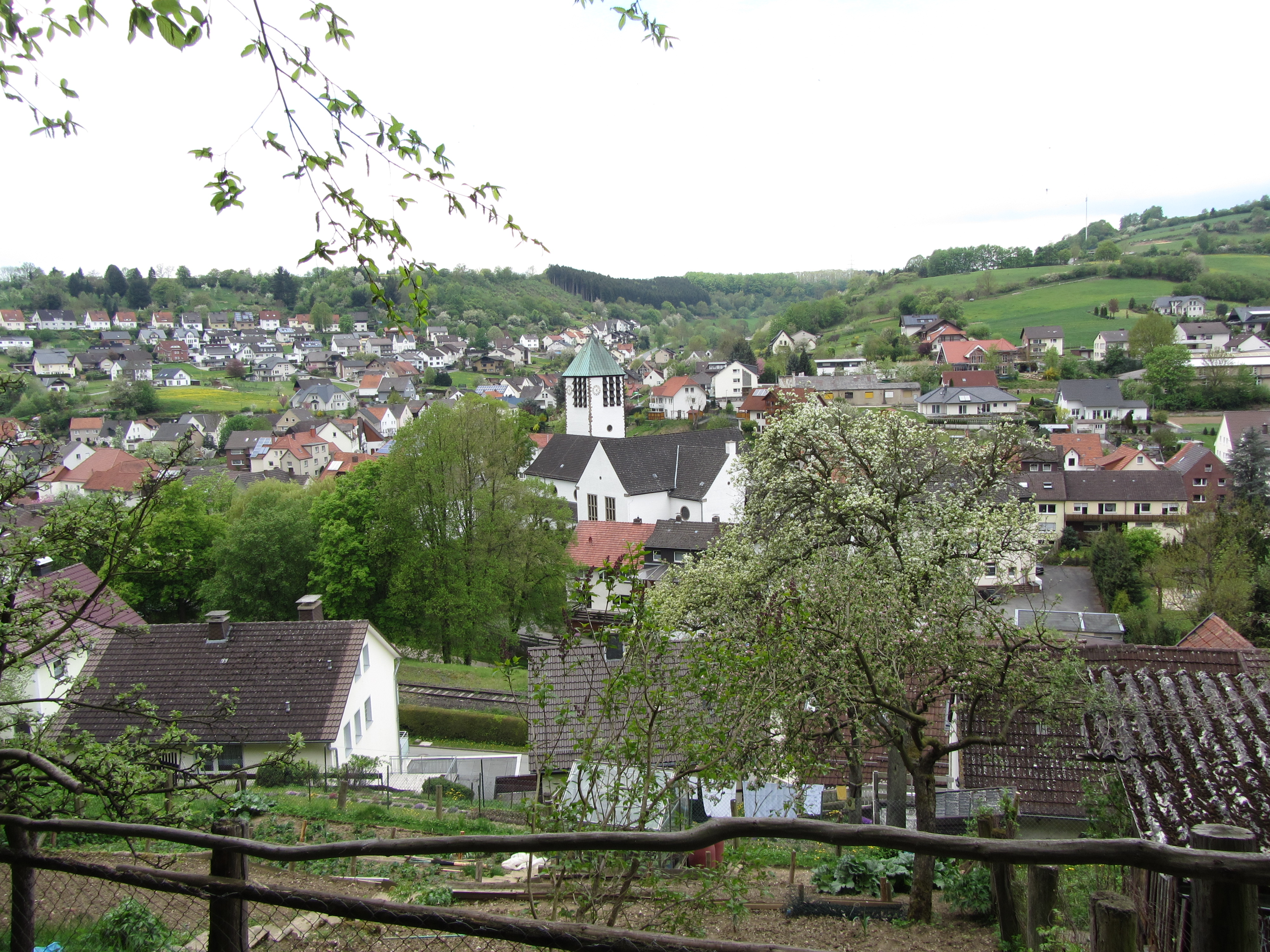
Gezicht op het dorpscentrum vanaf de Krähenberg
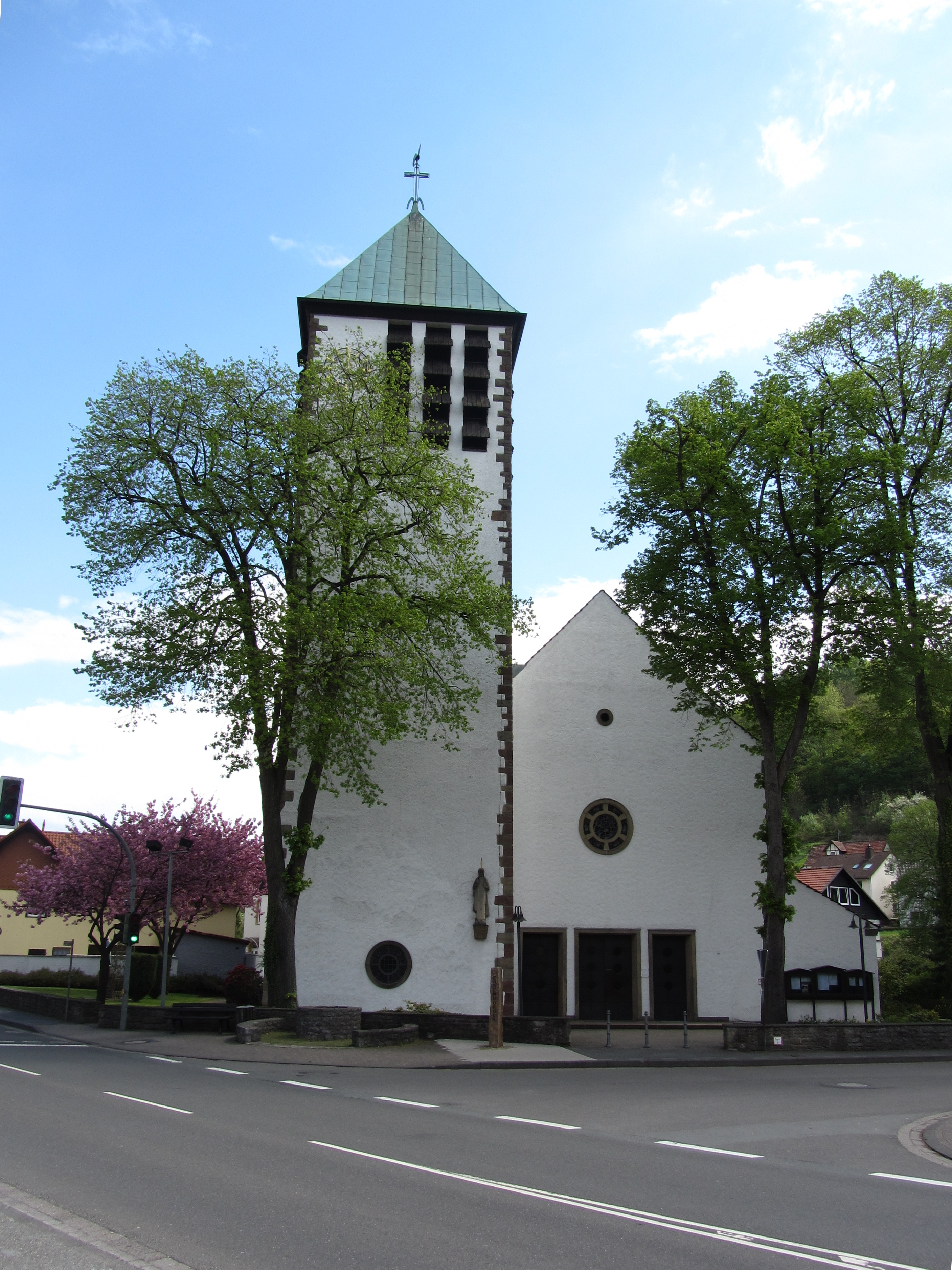
O.L. Vrouwekerk
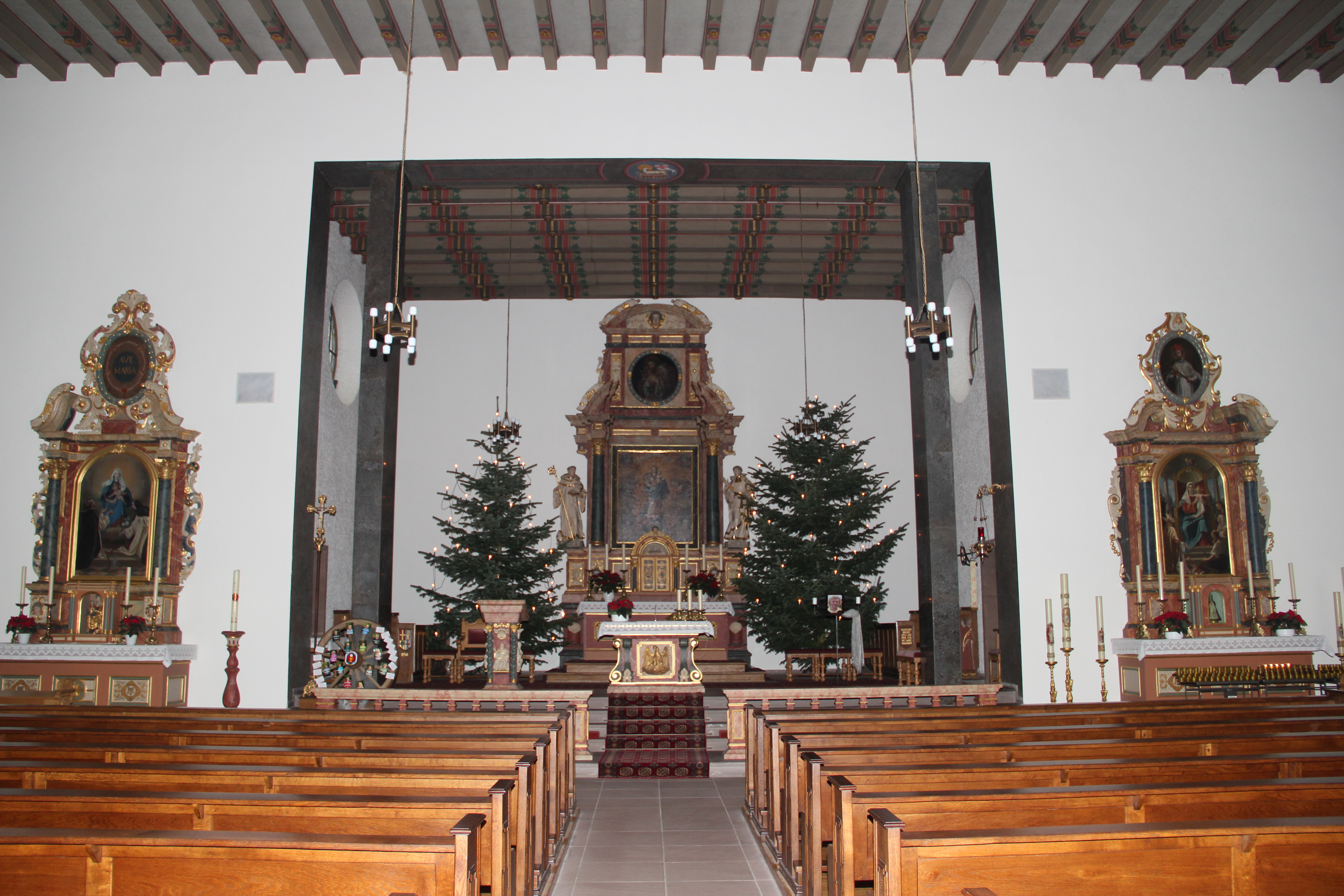
Interieur van deze kerk
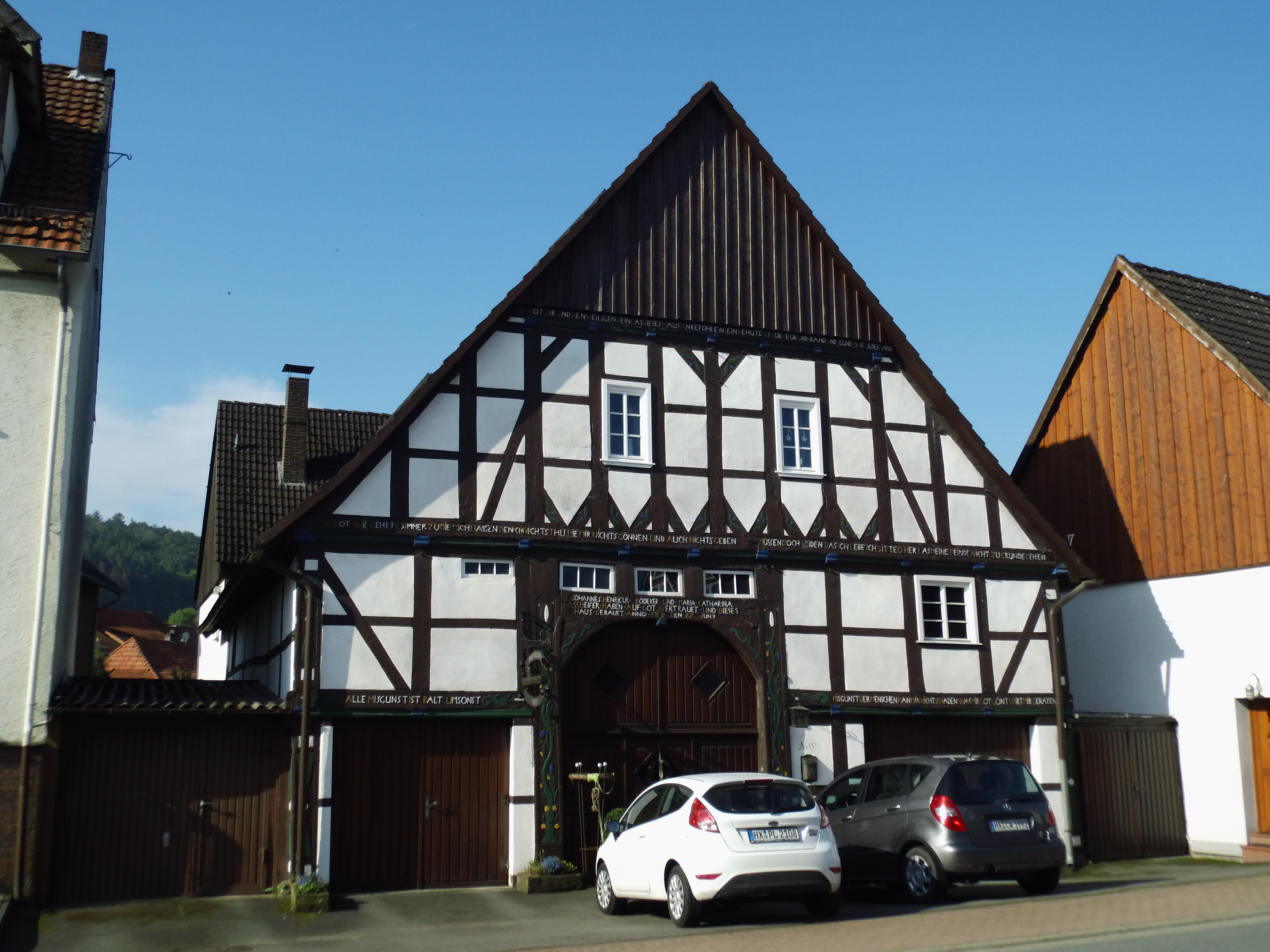
Vakwerkboerderij uit 1759
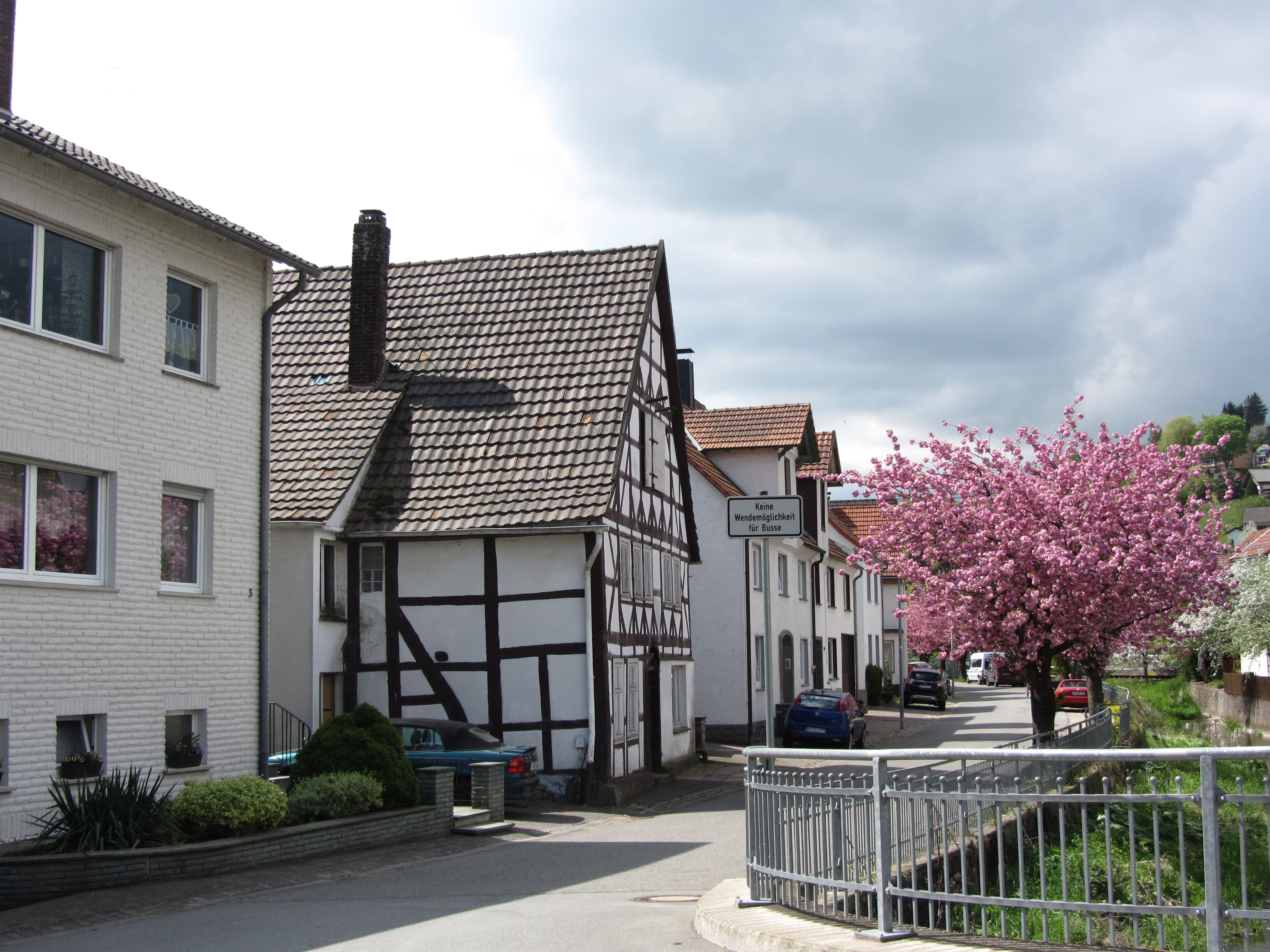
Het straatje Lange Reihe in het dorp

## Trivia
In het dorp wordt al sinds 1870 geen carnaval meer gevierd. In 1866 heerste in Dalhausen een cholera-epidemie, die meer dan 50 dorpelingen het leven had gekost. De gemeente zwoer nooit meer het feest te vieren, als de zeer besmettelijke ziekte, die aan een derde van de bevolking het leven zou kosten, zou verdwijnen. Dat gebeurde en sindsdien vieren de ongeveer 2000 inwoners geen carnaval meer. In plaats daarvan zijn er op carnavalsmaandag en -dinsdag gebedsdiensten, waarop de doden worden herdacht.